# Jean-Marie Leclair

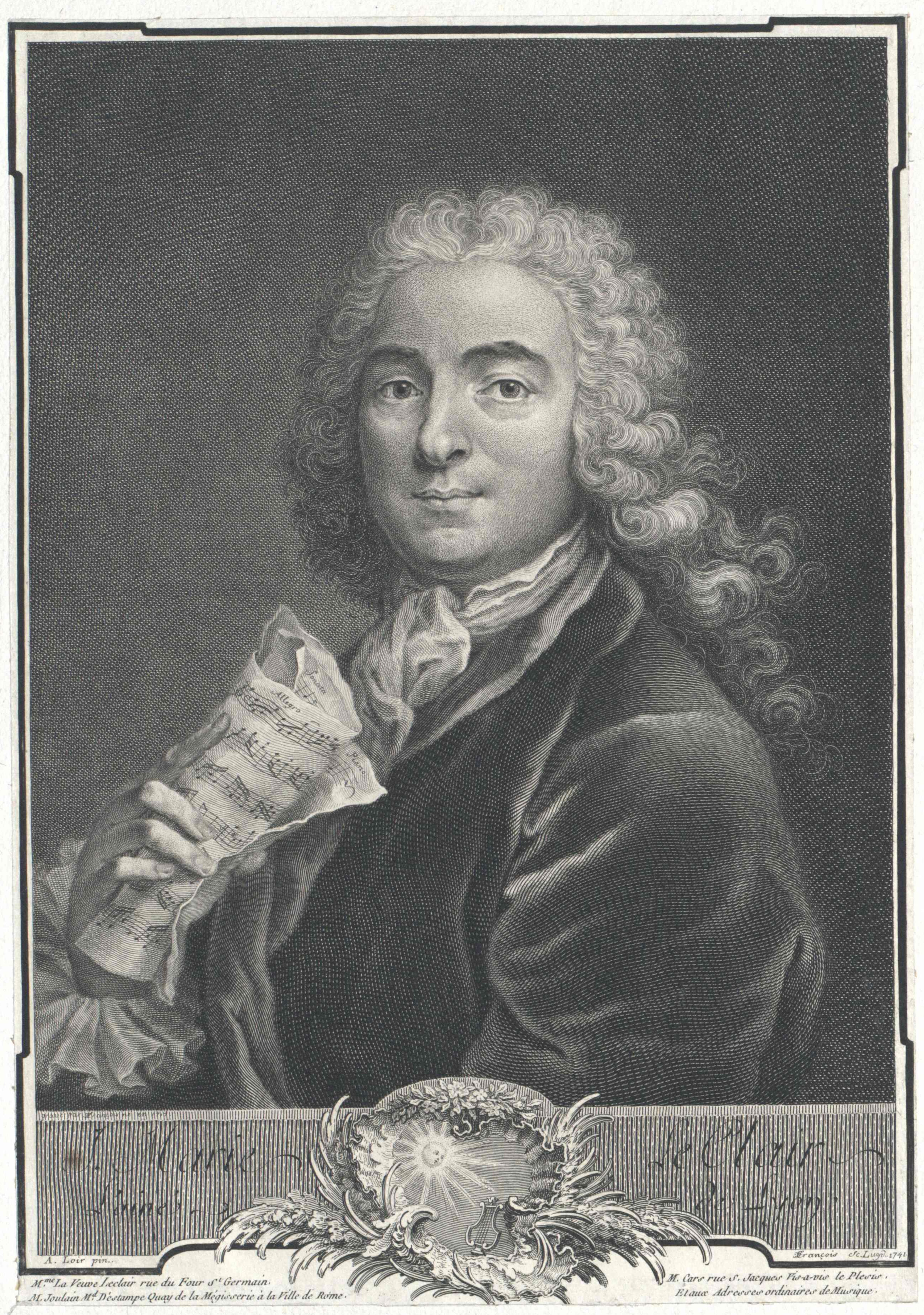
Jean-Marie Leclair

Jean-Marie Leclair l’aîné (der Ältere) (* 10. Mai 1697 in Lyon; † 22. Oktober 1764 in Paris) war ein französischer Komponist und einer der bekanntesten Violinisten seiner Zeit.

## Leben
In seiner Jugend erlernte Leclair den Beruf seines Vaters Antoine, das Korbflechten. Der Vater muss ein guter Bassgambenspieler gewesen sein, der seine zahlreichen Kinder zum Musizieren anspornte, denn mehrere seiner Kinder wurden Musiker. Zu erwähnen ist der jüngere Bruder Jean-Marie Leclair le cadet (siehe unten).
Jean-Marie l’aîné erlernte das Tanzen und das Violinspiel. Seine berufliche Laufbahn begann er als Tänzer und Ballettmeister in Lyon. Dort heiratete er 1716, im Alter von 19 Jahren, Marie-Rose Casthanie, ebenfalls Tänzerin an der Lyoner Oper. Ab 1722 arbeitete er als Ballettmeister an der Turiner Oper. Es hielt ihn nicht lange in Turin; bereits im Oktober des Folgejahres lebte er in Paris und veröffentlichte sein Opus 1, das er dem Bankier Bonnier widmete. In dieser Zeit erhielt er durch seinen Freund André Chéron Hilfestellungen in Komposition. 1726 war Leclair wieder in Turin, jetzt begegnete er Johann Joachim Quantz und dem bekannten Violinisten und Corelli-Schüler Giovanni Battista Somis, bei dem er sein Violinspiel vervollkommnete.
Noch unter Somis’ Einfluss stehend veröffentlichte Leclair 1728 seine Sonaten Opus 2, die er dem Sohn und Nachfolger seines inzwischen verstorbenen ersten Gönners, Joseph Bonnier de la Mosson, widmete. Er wohnte ab 1728 in dessen Palast in der Rue St. Dominique und ging einer Tätigkeit als Violinlehrer nach. Während dieser Zeit muss seine erste Frau, die deutlich älter war als Leclair, verstorben sein. In der Karwoche 1728 hatte er sein erstes Konzert bei dem renommierten Concert Spirituel im großen Saal des Tuilerien-Palastes; dort auftreten zu dürfen, kam einer höchsten musikalischen Anerkennung gleich.
Seine zweite Ehe schloss er 1730 mit der jungen Notenstecherin Louise-Cathérine Roussel; mit ihr hatte Leclair eine Tochter, die ebenfalls das Notenstecherhandwerk erlernte. Louise hatte bereits seine Werke Opus 2, 3 und 4 gestochen und stach später alle weiteren Kompositionen. Von 1733 bis 1737 war er „Ordinaire de la musique du roi“ am Hofe Ludwigs XV., dem er zum Dank sein Op. 2 widmete. Außerdem gab er bis 1737 zahlreiche öffentliche Konzerte bei den Concerts Spirituels. Im Streit um einen ursprünglich vereinbarten monatlichen Wechsel auf dem Posten des ersten Violinisten in der königlichen Kapelle mit Jean-Pierre Guignon (1702–1774), ebenfalls einem Schüler von Somis, verließ er wütend das königliche Orchester.
Von 1738 bis 1743 lebte er in den Niederlanden, wo er in Den Haag mit Pietro Locatelli, der ihn stark beeinflusste, zusammenarbeitete. Er war Konzertmeister im Orchester des reichen Kaufmanns François de Liz. In dieser Zeit hielt er sich jeweils drei Monate im Jahr am Hofe der Anna von Oranien in Leeuwarden auf, einer Schülerin Händels; ihr widmete er sein Opus 9. Nach dem Bankrott von de Liz im Jahr 1743 kehrte er nach Paris zurück. Ab 1744 folgte ein zweijähriger Aufenthalt in Chambéry in den Diensten des spanischen Thronfolgers Don Philippe.
1748 wurde er musikalischer Direktor und erster Violinist am Privattheater von Antoine VII., Herzog von Gramont (1722–1801), in nächster Nähe zur französischen Hauptstadt. In diesen letzten Lebensjahren wurde Leclair ein undurchsichtiger Mensch. Seine Frau trennte sich von ihm, und er lebte in einer Absteige in der Rue de Carême Prenant, einem der unsicheren Viertel von Paris.
Am frühen Morgen des 23. Oktober 1764 fand man ihn in seinem Hausflur, in einer Blutlache liegend und von drei Messerstichen tödlich verletzt. Der Fall blieb unaufgeklärt. Verdächtigt wurde laut Polizeiakten sein missgünstiger Neffe Guillaume-François Vial, der Sohn seiner Schwester Françoise. Die Beisetzung fand am 25. Oktober statt. Anlässlich seines ersten Todestages fand am 2. Dezember 1765 eine Gedenkfeier in der Église des Feuillants in der Rue St. Honoré statt; Chor und Orchester der Concerts Spirituels führten das De Profundis von de Mondonville auf.
Erst nach seinem Tode veröffentlichte seine Ehefrau Louise-Cathérine aus Geldnot die Werke Opus 14 und 15. Der Komponist und Musiktheoretiker Charles-Henri de Blainville (1711–1771) bezeichnete Leclair als den französischen Corelli. Einer seiner Schüler war Joseph Boulogne Chevalier de Saint-George.

## Stil
Als Virtuose und einer der Begründer der französischen Violinschule beeinflusste er diese maßgeblich. Er bewerkstelligte die Fusion der französischen und italienischen Stilrichtungen. Sein eleganter und brillanter Stil und die angewandte Kenntnis der Kontrapunktik stellen seine Concerti und Sonaten in die Nähe der Werke eines Antonio Vivaldi.

## Werke
- Opus 1: Premier livre de sonates (1723) [Tonarten: a, C, B, D, G, e, F, G, A, D, B, h]
- Opus 2: Deuxième livre de sonates (1728) [Tonarten: e, F, C, A, G, D, B, D, E, e, h, g]
- Opus 3: Sonates à deux violons sans basse (1730) [Tonarten: G, A, C, F, e, D]
- Opus 4: 6 Sonates en trio pour deux violons et B. c. (1731–1732) [Tonarten: d, B, d, F, g, A]
- Opus 5: Troisième Livre de Sonates (1734) [Tonarten: A, F, e, B, h, c, a, D, E, C, g, G]
- Opus 6: Première Récréation de musique d’une exécution facile composée pour deux flûtes ou deux violons (1736) (Leicht ausführbare Suite für 2 Violinen oder Flöten) [Tonart: G]
- Opus 7: 6 concertos a tre violini, alto e basso, per organo e violoncello (1737) [Tonarten: d, D, C, F, a, A]
- Opus 8: Deuxième Récréation de musique d’une exécution facile composée pour deux flûtes ou deux violons (1737) [Tonart: g]
- Opus 9: Quatrième Livre de Sonates (1743) [Tonarten: A, e, D, A, a, D, G, C, Es, fis, g, G]
- Opus 10: 6 concertos a tre violini, alto e basso, per organo e violoncello (1745) [Tonarten: B, A, D, F, e, g]
- Opus 12: Second livre de sonates à deux violons sans basse (1747–1749) [Tonarten: h, E, D, A, g, B]
- Opus 13: 3 ouvertures et 3 sonates en trio pour 2 violons (1753) [Tonarten: G, D, D, h, A, g]
- Opus 14 (postum): Trio für 2 Violinen und Generalbass (1766) [Tonart: A]
- Opus 15 (postum): Sonate für Violine und B. c. (1767) [Tonart: F]
- Die Oper Scylla et Glaucus op. 11 (Uraufführung 1746 in Paris)

## Die Brüder
- Jean-Marie Leclair le cadet (1703–1777) veröffentlichte 1739 sein „Premier Livre de sonates“ für Violine und B. c., Op. 1 und die Duos Op. 2 von 1750 erschienen unter der Aufsicht des älteren Bruders. Weitere Werke wie ein Divertissement champêtre, 2 Sinfonien, Ariettes mit Orchester und eine Motette sind verschollen. Ebenso die Kantate „Le Rhône et la Saône“, die 1733 an der Académie des Beaux-Arts aufgeführt wurde. Friedrich Wilhelm Marpurg schrieb 1755 über ihn „ein nicht minder grosser Virtuose auf der Geige als sein ältester Bruder“.
- Pierre Leclair (1709–1784) veröffentlichte „Six sonates de récréation“ für 2 Violinen Op. 1[2] und „Six sonates de chambre“ für 2 Violinen Op. 2.
- Von Jean-Benoît Leclair (1714 – nach 1759) sind lediglich ein Libretto zum Ballet héroique „Le Retour de la Paix dans les Pays-Bas“ und ein Porträt erhalten.